# Effet d'âge relatif

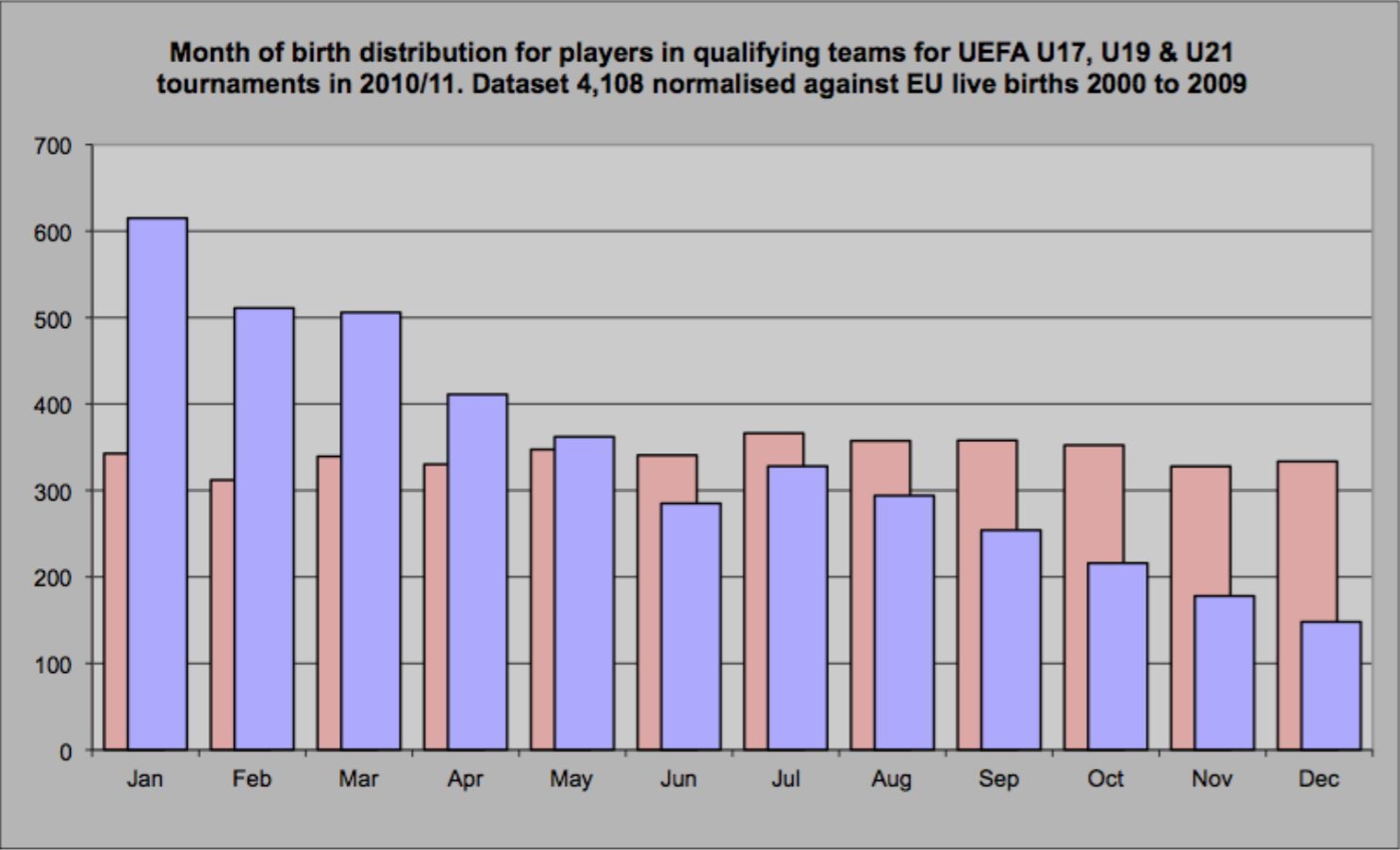
Répartition (en bleu), selon le mois de naissance, des joueurs impliqués dans les tournois internationaux de football junior organisés par l'UEFA en 2010. En rouge, la répartition des naissances dans la population générale.

L'effet d'âge relatif (en anglais : relative age effect, RAE), ou effet de la date de naissance, désigne un  biais apparaissant dans les échelons supérieurs du sport des jeunes et du milieu universitaire où la participation est plus élevée parmi ceux qui sont nés plus tôt dans la période de sélection pertinente (et réciproquement plus faible pour ceux nés plus tard dans la période de sélection) que ce à quoi on pourrait s'attendre d'après la distribution des naissances. La période de sélection est généralement l'année civile, l'année académique ou la saison sportive.
La différence de maturité contribue souvent à l'effet, la catégorie d'âge, le niveau de compétence et le contexte sportif ayant également un impact sur le risque d'effet relatif de l'âge. Il apparaît notamment pour les catégories d'âge d'adolescents moyens à tardifs, à des niveaux régionaux à nationaux, et dans des sports populaires. Il est ainsi notamment présent pour le football chez les adolescents,,.

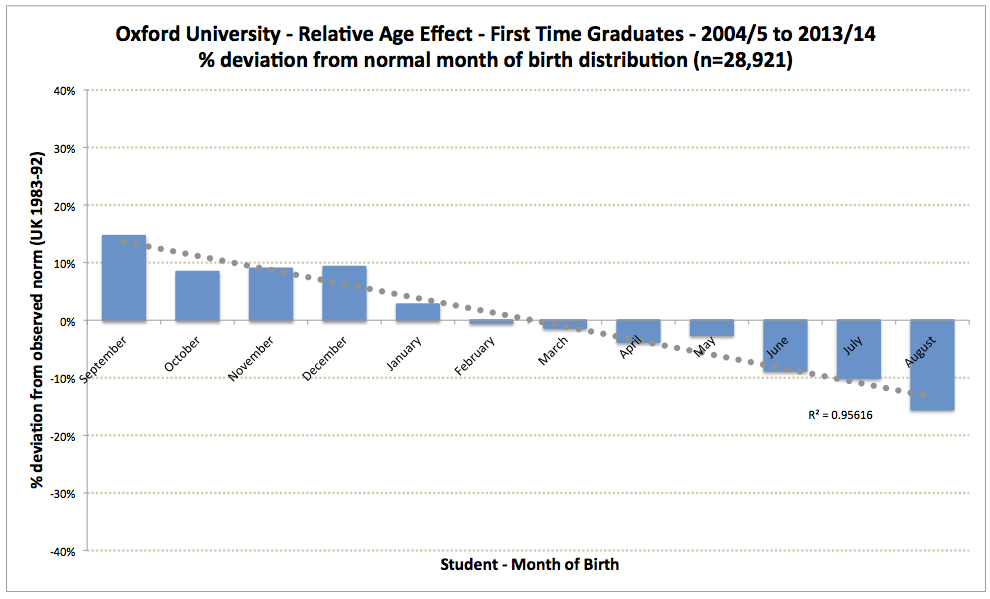
Effet d'âge relatif illustré avec les diplômes de l'université d'Oxford.

Les termes biais du mois de naissance et biais de la saison de naissance sont utilisés pour décrire un effet similaire mais sont fondamentalement différents. La saison de naissance examine l'influence de différents facteurs environnementaux saisonniers prénatals et périnatals, tels que la lumière du soleil, la température ou l'exposition virale pendant la gestation, qui sont liés aux résultats de santé. A l'inverse, l'effet de l'âge relatif se déplace avec les dates de sélection, déplaçant l'avantage avec la période de sélection,. Sous l'influence des agents sociaux, un enfant né peu après la date limite de début de sélection est généralement inclus, tandis qu'un enfant né peu avant la date limite est exclu.